# Not So Dumb
Not So Dumb és una pel·lícula de comèdia estatunidenca del 1930 pre-Codi protagonitzada per Marion Davies, dirigida per King Vidor i produïda per a Cosmopolitan Productions per a Metro-Goldwyn-Mayer.
Es basa en l'obra teatral Dulcy de George S. Kaufman i Marc Connelly protagonitzada per Lynn Fontanne. La pel·lícula va suposar una pèrdua financera per a l'estudi de 39.000 dòlars.
Aquest és un remake de la pel·lícula de 1923 Dulcy. Vegeu també la pel·lícula de 1940 del mateix nom (Dulcy).

## Resum de la trama
Dulcinea Parker (Marion Davies) va a l'estació de tren per trobar-se amb els Forbes: la mare Eleanor (Julia Faye), el pare Charles (William Holden), i la filla Angela (Sally Starr), a qui ha convidat a passar el cap de setmana. També ens presenten el seu nou majordom, Perkins (George Davis), que és un excondemnat en llibertat condicional.
Dulcinea, sempre la "rossa muda", té el costum de fer les coses malament. Cita malament expressions comunes i destrossa l'anglès del rei. Ella i el seu germà Bill, a qui ella anomena Willie (Raymond Hackett), que està enamorat de l'Angela, acullen Forbes i diversos convidats més durant el cap de setmana. Dulcinea està planejant aconseguir que el Sr. Forbes inverteixi en el negoci de bijuteria del seu promès Gordon (Elliott Nugent).
Ella fa de casamentera amb Angela emparellant-la amb l'extravagant "escriptor d'escenaris" Vincent Leach (Franklin Pangborn), que explica amb entusiasme la seva darrera història durant més de dues hores. Els esforços de casament de la Dulcinea són fructífers i l'Àngela té previst fugir amb Vincent. Willie, encara portant una torxa per a l'Àngela, s'ofereix a portar la parella clandestina al seu casament. Més tard, només tornen Angela i Willie, casats.
Dulcinea també entreté un entusiasta del golf, Schuyler Van Dyke, que s'ofereix a finançar l'empresa de Gordon (i coqueteja sense vergonya amb la senyora Forbes). Envalentonat, Gordon repte al Sr. Forbes. Tot va bé fins que arriba un home anomenat Patterson; el germà de "Van Dyke", que aparentment pateix deliris de grandesa. En adonar-se que el finançament de Gordon és una fantasia, es produeix el pànic. Però, ja que el Sr. Forbes reconeix el Sr. Patterson com l'"autèntic" advocat de Schuyler Van Dyke, no creu que Van Dyke sigui un frau. Així doncs, per sort de tots, el Sr. Forbes supera la inversió de Van Dyke, convertint així Dulcinea en un heroi accidental i una rossa no tan tonta.

## Repartiment
- Marion Davies com a Dulcinea Parker
- Elliott Nugent com a Gordon Smith
- Raymond Hackett com Willie Parker
- Franklin Pangborn com a Vincent Leach
- Julia Faye com a Eleanor Forbes
- William Holden com a Charles Roger Forbes
- Donald Ogden Stewart com Skylar Van Dyke/Horace Patterson
- Sally Starr com Angela Forbes
- George Davis com Perkins
- Ruby Lafayette com a àvia (sense acreditar)